# Europese weg 59
De Europese Weg 59 of E59 is een Europese weg die loopt van Praag in Tsjechië naar Zagreb in Kroatië.

## Algemeen
De Europese weg 59 is een Klasse A Noord-Zuid-verbindingsweg en verbindt het Tsjechische Praag met het Kroatische Zagreb en komt hiermee op een afstand van ongeveer 660 kilometer. De route is door de UNECE als volgt vastgelegd: Praag - Jihlava - Wenen - Graz - Spielfeld - Maribor - Zagreb.